# Hatvani Zoltán
Hatvani Zoltán (Mohács, 1939. szeptember 15. –) magyar közgazdász, politikus, országgyűlési képviselő.

## Életpályája

### Iskolái
Az általános iskolát több helyen – Edelényben, Borsodban és Szendrőn – végezte, majd Miskolcon folytatta; 1957-ben érettségizett a gépipari technikumban. 1965–1970 között a Marx Károly Közgazdaságtudományi Egyetem hallgatója volt. 1975–1977 között a Közgazdasági Továbbképző Intézetben tanult; 1977-ben vállalatvezetési, szervezési szakközgazdász vizsgát tett. 1978-ban egyetemi doktori címet szerzett.

### Pályafutása
1957–1960 között Farkaslyukon bányász, Ormoson és az Építőgép Karbantartó Vállalatnál lakatos (1958), a miskolci Mezőgazdasági Gépjavító Vállalatnál és a Cementipari Gépjavítóban (1959) marós volt. 1960–1973 között a miskolci Vimelux műszaki ügyintézője, majd osztályvezetője volt. 1962–1964 között Aszódon sorkatonai
szolgálatát töltötte. 1973–1977 között a Kárpitosipari Szövetkezet főkönyvelője, majd elnöke volt. 1977–1981 között a 3. sz. Volán szervezési osztályvezetője volt. 1981–1986 között a miskolci AVOS Bútorgyár főkönyvelőjeként dolgozott. 1986–1990 között Miskolcon az ÉGSZI-Szinva Leányvállalat főmunkatársa volt.

### Politikai pályafutása
1985–1990 között a Felsőzsolcai Nagyközségi Tanács v. b. tagja volt. 1988–1989 között az MDF tagja volt. 1989 óta az SZDSZ tagja. 1990 óta az SZDSZ felsőzsolcai ügyvivője. 1990–1998 között országgyűlési képviselő (1990–1994: Edelény; 1994–1998: Borsod-Abaúj-Zemplén megye) volt. 1990–1998 között a Gazdasági bizottság tagja volt. 1995–1998 között a Borsod-Abaúj-Zemplén Megyei Közgyűlés alelnöke volt. 1998-ban országgyűlési képviselőjelölt volt.

## Családja
Szülei: Hatvani Viktor (1902–1969) jogász és Liska Kornélia (1904–2001) voltak. 1969-ben házasságot kötött Hídvári Katalinnal. Három fiuk született: Viktor (1971), Gábor (1972) és Zoltán (1976).